# Двадесета словеначка бригада
Двадесета словеначка бригада формирана је испрва под именом Трећа сочка бригада, 21. октобра 1943. године код места Средње, бллизу Чедада, на основу наредбе Оперативног штаба западну Словенију, од Бришко-бенешког и Толминског НОП одреда. Састојала се од два батаљона.
Одмах по формирању ушла је у састав Тридесете словеначке дивизије НОВЈ, заједно са Седамнаестом, Осамнаестом и Деветнаестом словеначком бригадом. Име с нумерацијом Двадесета додељено јој је 25. октобра Наредбом Главног штаба НОВ и ПО Словеније, од 17. октобра, када су Прва, Друга и Трећа сочка бригада преименоване у 17, 18. и 20. словеначку (сочку)  бригаду, а Горичка дивизија НОВЈ у 27. словеначку дивизију НОВЈ.
Бригада је 11. новембра 1943. године наредбом Главног штаба НОВ и ПО Словеније расформирана, а њеним саставом попуњена је Осамнаеста словеначка (базовичка) бригада.